# Diaparsis convexa
Diaparsis convexa är en stekelart som beskrevs av Andrey Ivanovich Khalaim 2005. Diaparsis convexa ingår i släktet Diaparsis och familjen brokparasitsteklar. Inga underarter finns listade i Catalogue of Life.